# NGC 231
NGC 231 (również ESO 29-SC5) – gromada otwarta znajdująca się w gwiazdozbiorze Tukana. Należy do Małego Obłoku Magellana. Odkrył ją John Herschel 12 sierpnia 1834 roku.